# Gherardo Silvani
Gherardo Silvani (1579 - 1675) fue un arquitecto y escultor italiano, activo principalmente en Florencia y en otros lugares de Toscana durante el período barroco. Su hijo Pierfrancesco también fue arquitecto. 

## Semblanza

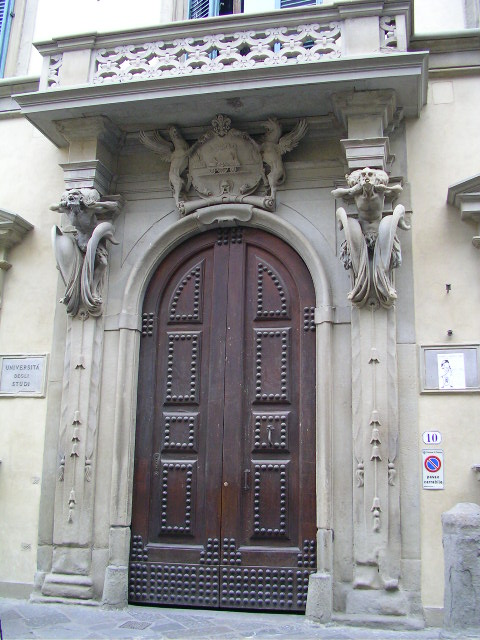
El fantasioso portal del Palacio Fenzi, Florencia

Entre las obras en que trabajó cabe destacar el Palacio Corsini al Prato, el Palacio Capponi-Covoni (1623), el Palacio Fenzi (1634), el Palacio Pallavicini y Palacio de San Clemente. También ayudó en el diseño del altar de la Basílica de Santo Espíritu. Colaboró en la reconstrucción de las iglesias de San Frediano, Santos Simón y Judas, San Agustín y Santa Maria Mayor, entre otros. Colaboró en el diseño de la fachada de la Basílica de Santa Maria, en Impruneta. Su proyecto de fachada para la catedral de Florencia no fue adoptado. 

Se considera que su obra maestra es la iglesia de San Cayetano (1604-1648) frente a la Plaza Antinori, en Florencia. La obra fue un encargo del cardenal Carlo de Médici, y fue dedicada al fundador de los teatinos. Se hizo en colaboración con Matteo Nigetti. Esta iglesia también es conocida comoSan Miguel y San Cayetano, porque fue edificada en el lugar donde se encontraba la antigua iglesia románica de San Miguel Bertelde. Las decoraciones escultóricas de la fachada son atípicas para una iglesia florentina, que siempre mostraron una predilección por las iconoclastas decoraciones geométricas.